# Надемлінський Олексій Юрійович
Олексі́й Ю́рійович Надемлі́нський (нар. 15 квітня 1961, Одеса) — український дитячий письменник, сценарист. Член НСПУ. 

## Життєпис
У 1983 році закінчив Одеський технологічний інститут холодильної промисловості (ОТІХП). Працював інженером на НВПО «Кисеньмаш», «Медлабортехніка», «Одесагаз» та інших підприємствах міста Одеси. З 2007 року співпрацював з київським видавництвом «Грані-Т», яке випускало його книжки. Нині співпрацює з Видавництвом Старого Лева. Бере участь у різноманітних мистецьких заходах і фестивалях.

### Сім'я
Має двох доньок.

## Твори, книги, збірки[8]
- Дюжина баек Соломона XII: повесть-сказка: для сред. шк. возраста Кн.1 / А. Ю. Надэмлинский ; худож. А. Острикова. — Киев : Грани-Т, 2007. — 96 с. — 3000 экз. — ISBN 978-966-2923-89-6
- Ворчания старого Такса: непедагогическая повесть-сказка в рассказах для детей и их родителей: для сред. шк. возраста / А. Ю. Надэмлинский ; худож. Е. Коркищенко. — Киев: Грани-Т, 2007. — 104 с. — 3000 экз. — ISBN 978-966-2923-90-2
- Матильда-Мидия: непедагогическая повесть-сказка в трёх частях с прологом и эпилогом: для сред. шк. возраста / А. Ю. Надэмлинский ; худож. Е. Коркищенко. — Киев: Грани-Т, 2007. — 112 с. — 3000 экз. ISBN 978-966-2923-88-9
- о… Антонио Страдивари, Михаиле Грушевском, Джиме Корбетте, Леониде Утесове, Сальвадоре Дали: для мл. и сред. шк. возраста / А. Надэмлинский ; литер. ред. Т. Сковородникова ; худож. Е. Коркищенко. — Киев: Грани-Т, 2007. — 144 с. — (Жизнь замечательных детей). — 3000 экз. — ISBN 978-966-2923-81-0
- В дебрях одесской кухни: несерьёзная книга о серьёзных вещах: для мл. и сред. шк. возраста / А. Ю. Надэмлинский ; литер. ред. И. Долженков ; худож. К. Лоренсон. — Киев: Грани-Т, 2007. — 152 с. — 2000 экз. — ISBN 978-966-4650-70-7
- Об исчезнувшем городе («Грані-Т», 2008 р.) ISBN 978-966-465-113-1. — ISBN 978-966-465-123-0 (рос.)
- Маленька Відьма та Кір («Видавництво Старого Лева», 2018 р.) ISBN 978-617-679-429-5.

## Нагороди
- 2011: Дипломант міжнародного кінофестивалю «Кінологос» у категорії «Сценарії»[9][10]
- 2013: Лауреат Корнійчуковської премії у категорії «Проза для дітей старшого віку» (друге місце)[11][12][13].